# Conglomerate Nunatak
Der Conglomerate Nunatak (englisch; polnisch Zlepieńcowy Nunatak ‚Konglomerat-Nunatak‘) ist ein kleiner Nunatak am Ufer der King George Bay von King George Island im Archipel der Südlichen Shetlandinseln. Er ragt westlich des Lions Rump auf.
Polnische Wissenschaftler benannten ihn 1981 nach dem groben Konglomerat, aus dem sich der Nunatak zusammensetzt.